# Tijdlijn van het Romeinse Rijk (753 v.Chr.-500 v.Chr.)
Deze tijdlijn van het Romeinse Rijk (753 v.Chr.-500 v.Chr.) geeft de bekendste gebeurtenissen weer van de geschiedenis van het Romeinse Rijk op militair, politiek en cultureel vlak. 
In deze periode groeit Rome van een boerengemeenschap uit tot een stadstaat onder Etruskische invloed. Na circa 250 jaar onder het juk van koningen te moeten leven wordt Rome een republiek met een hiërarchie van magistraten. Rome komt geleidelijk aan in contact met andere stadstaten en grootmachten. Noot: in deze periode en de komende eeuwen is het verschil tussen mythe en werkelijkheid niet goed te onderscheiden, de zeven koningen en de heldendaad van Horatius zijn geschiedkundig mogelijk niet juist.

## Tijdlijn

### 8e eeuw v.Chr.
- Archeologisch samenvattend: Boerengemeenschap Rome groeit uit tot een stadstaat onder sterke invloed van de Etrusken.

### 753 v.Chr.
- Mythologische stichting van Rome door de tweelingbroers Romulus en Remus[1].
- Begin regeerperiode van Romulus.

### 716 v.Chr.
- Romulus sterft.
- De Sabijn Numa Pompilius volgt Romulus op als koning van Rome.

### 673 v.Chr.
- Numa sterft.
- Tullus Hostilius volgt Numa op als koning van Rome.

### 641 v.Chr.
- Tullus Hostilius sterft.
- De Sabijn Ancus Marcius volgt Tullus Hostilius op als koning van Rome.

### 616 v.Chr.
- Ancus Marcius sterft.
- De Etrusk Tarquinius Priscus volgt Ancus Marcius op als koning van Rome.

### 578 v.Chr.
- Tarquinius Priscus sterft.
- De Etrusk Servius Tullius volgt Tarquinius Priscus op al koning van Rome.

### 543 v.Chr.
- Servius Tullius sterft.
- De Etrusk Tarquinius Superbus volgt Servius Tullius op als koning van Rome.

### 510 v.Chr.
- Lucretia, de vrouw van de latere consul Lucius Tarquinius Collatinus wordt verkracht door de zoon van de koning Sextus Tarquinius Superbus.

### 509 v.Chr.
- Lucius Junius Brutus leidt een opstand tegen de koning na de verkrachting van zijn bloedverwante Lucretia. Hierbij wordt Tarquinius Superbus van de troon gestoten. Vermoedelijk ook wegens dictatoriaal gedrag en inperking van de macht van de senaat.
- Rome wordt een republiek waarbij de magistraten door het volk gekozen worden en er altijd meerdere mensen een hoge functie delen.
- Lucius Junius Brutus en Lucius Tarquinius Collatinus worden de eerste consuls van Rome.
- Lucius Junius Brutus sterft en Aruns Tarquinius sterven.
- Sp. Lucretius Tricipitinus en P. Valerius Poplicola worden Consul suffectus waarna ook M. Horatius Pulvillus.
- 1 maart: Tijdens het consulaat van de consul suffecti wordt Tarquinius Superbus met steun van de stad Veii verslagen bij de slag bij Silva Arsia.
- Carthago sluit een handelsverdrag met Rome dat zegt dat Romeinse schepen niet verder dan Carthago mogen varen en ze geen invoerrechten hoeven te betalen.

### 508 v.Chr.
- Consulaat van P. Valerius Poplicola en Lucretius Tricipitinus.
- De titel pontifex maximus wordt ingevoerd in Rome.
- Oorlog tussen Rome en Clusium.

### 507 v.Chr.
- Porsenna probeert de macht van Tarquinius Superbus te herstellen. De uitkomst ervan verschilt van schrijver tot schrijver.
- Consulaat van P. Valerius Poplicola en M. Horatius Pulvillus.

### 506 v.Chr.
- Consulaat van Sp. Larcius Rufus en T. Herminius Aquilinus.

### 505 v.Chr.
- Arruns, de zoon van Porsenna, wordt verslagen door Aristodemos van Cumae nabij Aricia.
- In Rome worden 2 consuls aangesteld volgens de antieke traditie.
- Consulaat van  M. Valerius Volusus en P. Postumius Tubertus.

### 504 v.Chr.
- Consulaat van  P. Valerius Poplicola en T. Lucretius Tricipitinus.

### 503 v.Chr.
- Consulaat van  Agrippa Menenius Lanatus en P. Postumius Tubertus.

### 502 v.Chr.
- Consulaat van Opit. Verginius Tricostus en Sp. Cassius Vecellinus.
- Vecellinus verslaat de Sabijnen[2].

### 501 v.Chr.
- Rome stelt wegens dreigingen van de Sabijnen een dictatorschap in (Lartius Flavius).
- Consulaat van Post. Cominius Auruncus en T. Lartius Flavus.

### 500 v.Chr.
- Consulaat van Ser. Sulpicius Camerinus Cornutus en Man. Tullius Longus.
- Porsenna wordt door de Latijnse Liga verslagen nabij Aricia.